# 第二届东方风云榜
第二届东方风云榜于1995年2月26日在上海商城剧院举行。

## 获奖名单
- 最受欢迎男歌手：高林生《我的心不会改变》
- 最受欢迎女歌手：那英
- 最佳作词：张海宁、张全复《透过开满鲜花的月亮》
- 最佳作曲：李海鹰《我的爱对你说》
- 东方新人：麦子杰《相爱》、潘劲东《相约》、丁薇《断翅的蝴蝶》、刘海波《人面桃花》、江珊
- 最佳MTV：陈明《寂寞让我如此美丽》
- 特别荣誉大奖：毛阿敏、郭峰
- 十大金曲

| 十大金曲     | 演唱           | 作词   | 作曲   |
| 同桌的你     | 老狼           | 高晓松 | 高晓松 |
| 雾里看花     | 那英           | 闫肃   | 孙川   |
| 笑脸         | 谢东           | 富钰   | 陈翔宇 |
| 我听过你的歌 | 王焱、何影     | 王焱   | 王焱   |
| 纤夫的爱     | 尹相杰、于文华 |        |        |
| 回到拉萨     | 郑钧           | 郑钧   | 郑钧   |
| 又见茉莉花   | 周艳泓         | 周艳泓 | 张宏光 |
| 失眠的夜     | 罗中旭         | 罗中旭 | 罗中旭 |
| 回来         | 罗琦           |        |        |
| 火火的歌谣   | 林依轮         | 张全复 | 张全复 |